# Gwangju-World-Cup-Stadion
Das Gwangju-World-Cup-Stadion ist ein Fußballstadion mit Leichtathletikanlage in der südkoreanischen Stadt Gwangju und war Austragungsort einiger Spiele der Fußball-Weltmeisterschaft 2002. Es bietet den Besuchern 44.118 Plätze an.
Zwischenzeitlich trug die Spielstätte den Namen von Guus Hiddink, zu Ehren des Trainers, der der südkoreanischen Nationalmannschaft half, zum ersten Mal in der Geschichte ins Halbfinale zu kommen, wurde es umbenannt. Der Einzug ins Halbfinale gelang durch einen Sieg über Spanien in diesem Stadion.
Von 2011 bis Juni 2020 nutzte das Fußball-Franchise Gwangju FC das Stadion als Heimspielstätte.